# Klaus Weber (Jurist, 1957)
Klaus Weber (* 2. Juli 1957 in Augsburg) ist ein deutscher Jurist, Mitglied der Geschäftsleitung der Verlage Verlag C. H. Beck  und Vahlen GmbH sowie Rechtsanwalt in Augsburg und Honorarprofessor an der Juristischen Fakultät der Universität Augsburg.

## Leben
Weber wurde 1957 in Augsburg geboren und besuchte dort bis zu seinem Abitur im Jahre 1975 das Peutinger-Gymnasium (Augsburg).
Von Oktober 1975 bis Mai 1982 durchlief er die Einstufige Juristenausbildung an der Universität Augsburg mit einem Stipendium für besonders Begabte. 1982 bestand er das Zweite Staatsexamen als Bester von insgesamt 500 Teilnehmern. Gleichzeitig promovierte er im Juli 1982 bei Jörg Tenckhoff zum Thema „Der Verteidiger als Vertreter in der Hauptverhandlung“ mit der Note magna cum laude.
Ab 1982 wirkte er für das Bayerische Staatsministerium der Justiz im Landesjustizprüfungsamt. 1984 bis 1990 folgten Verwendungen bei der Staatsanwaltschaft, als Richter, im Bayerischen Staatsministerium der Justiz (Personalabteilung) und danach im Bayerischen Staatsministerium für Bundes- und Europaangelegenheiten, Dienststelle Bonn (Bayerische Landesvertretung), als Referatsleiter für Rechtspolitik und Justizangelegenheiten und Geschäftsführer der Ständigen Vertragskommission der Länder nach dem Lindauer Abkommen.
Von November 1990 bis September 1991 war er abgeordnet an das Sächsische Staatsministerium der Justiz als Leiter der Abteilung für Aus- und Fortbildung und Präsident des Landesjustizprüfungsamtes.
Von September 1991 bis Oktober 1992 Teilnahme am „Lehrgang für Verwaltungsführung“ der Bayerischen Staatskanzlei und danach Tätigkeit im Bayerischen Staatsministerium der Justiz als Pressesprecher und Leiter des Referats für Öffentlichkeitsarbeit bei Justizministerin Mathilde Berghofer-Weichner. Ab November 1993 leitete er das Referat für Ausbildung und Prüfung im Landesjustizprüfungsamt.
Weber ging dann 1995 auf Bitte des damaligen Sächsischen Justizministers Steffen Heitmann als Ministerialdirigent in das Sächsische Staatsministerium der Justiz. Er war dort Leiter der Abteilung für Bürgerliches Recht, Öffentliches Recht und Europarecht. Dies umfasste die Zuständigkeit für alle Fragen der Gesetzgebung von Bund und Land auf dem Gebiet des materiellen und formellen Zivilrechts, Normprüfung, Verfassungsrecht und Datenschutz, das Führen aller das Land betreffenden Verfassungsrechtsstreitigkeiten, Fragen des Europarechts und Kirchenrecht. Besonders hervorzuheben sind aus dieser Zeit der Abschluss des Konkordats mit dem Heiligen Stuhl, die Unterstützung der Republik Polen (Dritte Polnische Republik) im Rahmen des Twinning-Programms und des PHARE-Programms der EU und die Tätigkeit als Vertreter des Bundesrates in der Arbeitsgruppe Zivilrecht im Rat der Europäischen Union.
Im Juli 2000 verließ Weber den Staatsdienst und wechselte in die Wirtschaft zur Verlag C. H. Beck OHG. Seit 2011 ist er Mitglied der Geschäftsleitung und verantwortlich für das juristische Programm. Neben dieser Tätigkeit ist er Rechtsanwalt in Augsburg (Immobilien-, Verfassungsrecht und Urheberrecht und Verlagsrecht), Honorarprofessor an der Universität Augsburg, Mitherausgeber der Zeitschrift für Schiedsverfahren (SchiedsVZ) und Prüfer in beiden Juristischen Staatsexamina.
Weber ist verheiratet und hat einen Sohn.

## Ehrenamtliches Engagement
Weber war 2002 bis 2010 im Elternbeirat des Rudolf-Diesel-Gymnasium Augsburg engagiert, seit 2008 Vorsitzender. 2007 bis 2011 war er im Gesamtvorstand der Landes-Elternvereinigung der Gymnasien in Bayern. Dort setzte es sich für eine Abmilderung der übergangslosen Umstellung auf das Abitur nach der 12. Jahrgangsstufe  ein, insbesondere für zusätzliche Studienplätze für den Doppel-Jahrgang 2011.

## Werk (Auswahl)
Weber hat zahlreiche Werke veröffentlicht. Insbesondere ist er seit 1998 Herausgeber des Standardwerks Creifelds – Rechtswörterbuch. Er hat zudem an einigen juristischen Kommentaren mitgearbeitet. Als Monographie erschien „Der Verteidiger als Vertreter in der Hauptverhandlung“, Dissertation Augsburg 1982, erschienen im R. G. Fischer-Verlag, Frankfurt 1982. Darüber hinaus hat er zahlreiche Aufsätze zum Europa-, Staats-, Verfassungs- und Kirchenrecht sowie zur Rechtsgeschichte, zum Verwaltungsrecht, zum Zivilrecht und zum Recht der Juristenausbildung veröffentlicht sowie zahlreiche Examensklausuren mit Lösungen und Buchbesprechungen.

### Bücher
- Herausgeber, Mitautor und seit der 24. Auflage Namensgeber des Weber-Rechtswörterbuchs
- Mitautor in Ebenroth – Boujong – Joost, Handelsgesetzbuch, Kommentar, Verlage C. H.Beck und Vahlen, München 2001 sowie 2008
- Richtergesetz des Freistaates Sachsen, Textausgabe mit Erläuterungen, Kohlhammer, Dresden 1991
- Juristenausbildungsrecht im Freistaat Sachsen, Textausgabe mit Erläuterungen, Kohlhammer, Dresden 1992
- Mitautor in Weber, Ganslmayer, Ausbildungsrecht  der Justizbeamten im Freistaat Sachsen, Textausgabe mit Erläuterungen, Dresden 1993

### Aufsätze

#### Europa-, Staats-, Verfassungs- und Kirchenrecht sowie Rechtsgeschichte
- Ein Denkmal für Graf Montgelas, Bayerische Verwaltungsblätter 1984, Seite 373 ff.
- Die Säkularisation – ein dunkles Kapitel bayerischer Rechtsgeschichte, Bayerische Verwaltungsblätter 1985, Seite 553 ff.
- Die Bibliothek des Bayerischen Staatsministeriums der Justiz, Bibliotheksforum Bayern – BFB, K.G.Saur-Verlag, 1993, Seite 128 ff.
- Weber/Raum, Die Besetzung kirchlicher Ämter nach dem Katholischen Kirchenvertrag Sachsen vom 2. Juli 1996, Archiv für Katholisches Kirchenrecht, Jahrgang 1996, Seite 414 ff.

#### Verwaltungsrecht
- Rechtsentwicklung im Freistaat Sachsen von Januar 1998 bis Juni 1998, Zeitschrift  für Vermögens und Immobilienrecht – VIZ 1998, Seite 498 ff.[9]
- Rechtsentwicklung im Freistaat Sachsen von Juni 1998 bis November 1998, VIZ 1999, Seite 75 f.[10]
- Rechtsentwicklung im Freistaat Sachsen von Dezember 1998 bis Mai 1999, VIZ 1999, Seite 400 ff.[11]
- Rechtsbereinigung in den neuen Ländern, LKV 2000, Seite 95 ff.
- Rechtsentwicklung im Freistaat Sachsen von November  1999 bis April 2000, VIZ 2000, Seite 263[12]

#### Zivilrecht
- Vier Augen sehen mehr als zwei [Beitrag zur Reform des Zivilprozessrechts], ZRP 1997, Seite 134 ff.
- Zahlungsmoral im Baugewerbe – ein Problem für den Gesetzgeber, ZRP 1999, Seite 282 ff.

#### Juristenausbildungsrecht
- Censore locuto causa finita? - Zur Abänderbarkeit von Prüfungsentscheidungen durch die Prüfer, Bayerische Verwaltungsblätter 1984, Seite 268 ff.[13]
- Juristenausbildung in Frankreich, JURA 1993, Seite 467 ff.